# Marco Tilio
Marco Tilio (* 23. August 2001 in Hurstville City) ist ein australischer Fußballspieler.

## Karriere

### Klub
Er startete seine Karriere in der Jugend des Sydney FC und wechselte von deren U21 zur Saison 2018/19 in die erste Mannschaft. Sein Debüt in der A-League hatte er anschließend am 20. Spieltag bei einem 3:0-Sieg über die Central Coast Mariners, wo er in der 88. Minute für Adam Le Fondre eingewechselt wurde. Danach schoss er prompt auch noch das zwischenzeitliche 2:0 nach Vorarbeit durch Harry Van Der Saag, auf das dann wiederum in der 91. eine Vorlage von ihm zu seinem vorherigen Vorlagengeber das 3:0 manifestierte. Danach kam er in den folgenden Partien nochmal zu zwei kurzen Einwechslungen. Anschließend kam er in der Saison aber nicht mehr zu Spielzeit. Schlussendlich wurde er mit seiner Mannschaft dann auch Meister.
Im September folgte sein Wechsel zum Melbourne City FC, mit dem er bislang zwei Meistertitel einfahren konnte.
Im Sommer 2023 wechselte er zu Celtic Glasgow. Von dort wurde er im Februar 2024 zunächst bis Saisonende wieder an Melbourne zurück verliehen. Diese Leihe wurde im Sommer 2024 um ein weiteres Jahr verlängert.

### Nationalmannschaft
Er war Teil der australischen Auswahl bei den Olympischen Spielen 2020 und kam dort in jedem der drei Gruppenspiele zum Einsatz. Beim 2:0-Sieg über Argentinien schoss er hier zudem noch das endgültige 2:0 in der 80. Minute.
Sein Länderspieldebüt für die A-Nationalmannschaft gab er dann bei einem 4:0-Sieg über Vietnam während der Qualifikation für die Weltmeisterschaft 2022, als er zur 81. Minute für Martin Boyle eingewechselt wurde.